# غوستاف هولست
غوستاف تيودور هولست  (بالإنجليزية: Gustav Holst)‏ (ولد غوستاف تيودور فون هولست  ، 21 سبتمبر 1874 25 مايو 1934) كان الموسيقى الإنجليزي، والموزع والمعلم. اشتهر بالمجموعة الأوركسترالية  الكواكب ، وقام بتأليف عدد كبير من أعمال أخرى عبر مجموعة من الأنواع، على الرغم من أنه لا شيء يتحقق بنجاح مماثل. كان أسلوبه المميز التركيبي نتاج العديد من التأثيرات، التي نقلها عن ريتشارد فاغنر وريتشارد شتراوس كونه الأكثر أهمية في مرحلة مبكرة من تطوره، ومصدر إلهام لاحق من إحياء الألحان الشعبية الإنجليزية في أوائل القرن العشرين، جنبا إلى جنب مع أمثلة من الملحنين الحديثين، مثل أرنولد شوينبيرج وموريس رافيل، مما أدى إلى أن هولست سعى لتطوير وصقل أسلوبه الخاص.
كان هناك موسيقيين محترفين في الأجيال الثلاثة السابقة من عائلة هولست، كما كان واضحا من سنواته الأولى أنه سيتبع نفس التوجه. وأعرب عن أمله أن يصبح عازفا للبيانو، ولكن تم منعه بسبب اعتلال الأعصاب المحيطية في ذراعه الأيمن. وبرغم تحفظات والده، فإنه استأنف الرغبة بكونه سيصبح مؤلفا موسيقيا، درس في الكلية الملكية للموسيقى تحت تشارلز فيلير ستانفورد.وكان غير قادر على إعالة نفسه من خلال مؤلفاته، ولعب الترومبون كعازف محترف، وأصبح فيما بعد المعلم البارز لهذه الآلة وفقا لزميله رالف فون وليامز. ومن بين الأنشطة التعليمية الأخرى التي بناها تقليد قوي من الأداء في كلية مورلي.
في سنواته اللاحقة فإن أسلوبه الموسيقى الجسور، أصاب العديد من محبى الموسيقى بنوع من التقشف، وأنخفضت شعبيته، وكان مع ذلك له تأثير كبير على شباب الملحنين الإنجليز بما في ذلك إدموند روبرا، مايكل تيبت وبنجامين بريتن. وبصرف النظر عن 'الكواكب' وحفنة من أعمال أخرى، تم تجاهل موسيقاه إلى حد كبير حتى الثمانينات من القرن الماضى، عندما أصبحت تسجيلات العديد من مؤلفاته متاحة.

## الحياة والوظيفة

### السنوات الأولى

#### خلفية الأسرة

شجرة عائلة هولست (المبسطة)

ولد هولست في شلتنهام، جلوسيسترشاير، الأكبر لطفلين ادولف فون هولست، وهو موسيقي محترف، وزوجته كلارا كوكس، 'ني' Lediard. وكانت في معظمها من أصل بريطاني، ابنة محام محترم كرينسيستر ; وكان جانب هولست من عائلة مختلطة سويدية، لاتفيا وألمانية النسب، مع موسيقار محترف واحد على الأقل في كل من الأجيال الثلاثة السابقة.
كان الجد هولست، وماتياس هولست، الذي ولد في ريغا، لاتفيا، من أصل ألماني. شغل منصب الملحن وعازف القيثارة والمعلم إلى المحكمة الإمبراطورية الروسية في سان بطرسبرج. ابن ماتياس في غوستافوس، الذي انتقل إلى إنجلترا مع والديه عندما كان طفلا في عام 1802, كان الملحن الموسيقي على غرار صالون ومعلم القيثارة المعروفة. انه خصص البادئة الأرستقراطية «فون»، وأضافها من دون سلطة إلى اسم العائلة أملا في كسب تعزيز مكانتة وجذب التلاميذ.
أصبح الأب هولست، وأدولف فون هولست، أرغنيست وشيرمستر في كنيسة جميع القديسين، شلتنهام،  كان يدرس أيضا، وقدم حفلات البيانو. زوجته كلارا، وهو تلميذ سابق، وكان المغني وعازف البيانو الموهوب. كان لديهم ابنان. الأخ الأصغر غوستاف، اميل غوتفريد، أصبح يعرف باسم إرنست كوسارت، ممثلة ناجحة في يست إند، نيويورك وهوليوود. توفيت كلارا في شباط 1882، وانتقلت الأسرة إلى منزل آخر في شلتنهام، حيث جند أدولف أخته نينا للمساعدة في جمع الأولاد. اعترف غوستاف بحبه الشديد للعائلة وكرس العديد من المؤلفات في وقت مبكر لها. في عام 1885 تزوج أدولف ماري ثورلي ستون، وآخر من تلاميذه. كان لديهم ابنان، ماتياس (المعروف باسم «ماكس») وايفلين («ثورلي»). تم استيعاب ماري فون هولست في التصوف ويست مهتمة كثيرا في الامور الداخلية. كل أربعة من أبناء أدولف كانو يخضعون لما تدعو سيرة واحد من المؤرخين «الإهمال الحميد», وجوستاف على وجه الخصوص «ليس مثقلة مع إيلاء اهتمام أو فهم، مع ضعف البصر وضعف في الصدر، سواء المهملة، كان» بائسا وخائفا "."

## الموسيقى

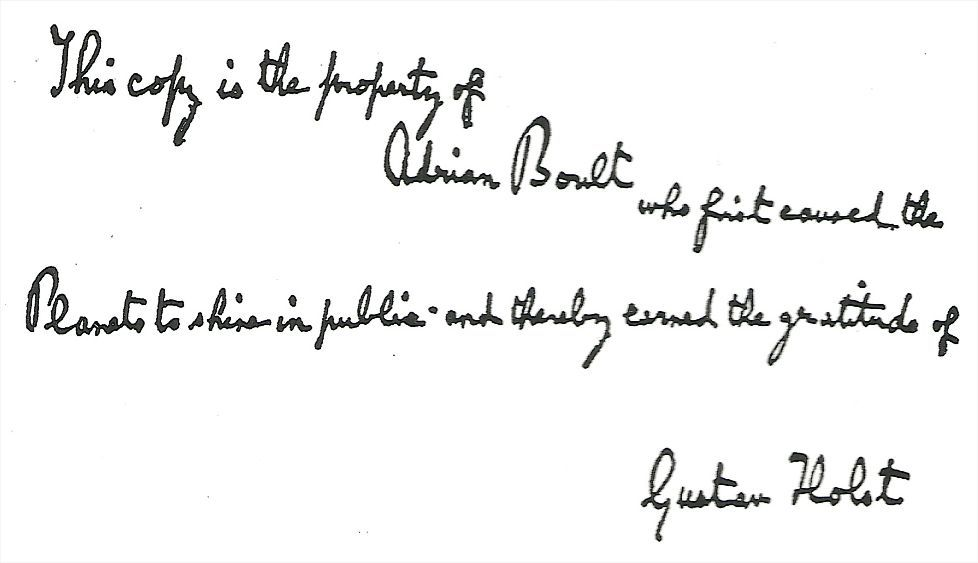
نقش مكتوب بخط اليد من قبل غوستاف هولست على نسخة أدريان بولت من النتيجة الكواكب: "هذه النسخة مملوكة لأدريان بولت الذي تسبب لأول مرة في تألق الكواكب في الأماكن العامة وبالتالي نال امتنان غوستاف هولست." توفي هولست في عام 1934.

### الأسلوب
امتصاص هولست من الألحان الشعبية، ليس فقط بمعنى لحني ولكن من حيث بساطته والاقتصاد في التعبير، ساعد على تطوير نمط إعتبره العديد من معاصريه، حتى المعجبين، وجد مفعما بالتقشف والعقلانية. هذا مخالف لتحديد شعبية هولست مع 'الكواكب' الذي يعتقد ماثيوز أنه أخفى وضعه كمؤلف أصيل حقيقي. ضد اتهامات ببرودة في الموسيقى، ايموجين يستشهد «بالإيقاعات الكاسحة المميزة ووسائل تحقق هولست المطمئنة فوق خطوات باس تنازلي», بينما مايكل كينيدي يشير إلى 12 همبرت وولف الإعدادات من عام 1929، و12 إعدادات الأغانى الشعبية الويلزية لجوقة غير مصاحبة من 1930-1931، كما يعمل في جو من الدفء الحقيقي.
العديد من الخصائص التي إتبعها هولست الطابع الزمنى غير تقليدي، وارتفاع وانخفاض المقاييس، أوستيناتو، باى توناليتى وعرضية بولى توناليتى - حددت له بصرف النظر عن مؤلفى الموسيقى الإنجليز الآخرين. فوغان ويليامس لاحظ أن هولست قال دائما في موسيقاه ما تمنى أن يقول، مباشرة وبشكل مقتضب. "وقال انه ليس خائفا من كونها واضحة عندما تتطلب المناسبة ذلك، كما انه لم يتردد ليكون بعيدا عندما يكون عليه أن يفعل ذلك ". ". وفقا لتلميذه جين جوزيف، عززهولست الأداء "روح تشاركية عملية... لا شيء يمكن أن يعرف أفضل مايمكن أن يحدثه الملل في عازف محترف،".

### الأعمال المبكرة
على الرغم من أن هولست كتب عددا كبيرا من الأعمال، ولا سيما الأغاني خلال أيامه وقت أن كان طالبا وحين البلوغ المبكر، كل شيء تقريبا كتب قبل 1904 كان تصنيفه فيما بعد مشتقا من «أهوال مبكرة». ومع ذلك، فإن المؤلف والناقد كولن ماثيوز يعترف حتى في هذه الظروف يعمل على «الذوق الإوركسترالى الغريزي». من عدد قليل من القطع في هذه الفترة والتي تثبت بعض الأصالة، ماثيوز يبرز الثلاثية الوترية في جى صغير عام 1894 (لم تعزف حتى عام 1974) كأول عمل غير مرتبط بالأعمال التي أنتجها هولست. ماثيوز وايموجين هولست قتما بتسليط الضوء على حركة «مرثية» في إن السمفونية كوتسوولد '(1899-1900) على أنها من بين أكثر إنجازاته من أعمال بدائية، وايموجين يميز لمحات من صانعها الحقيقي في عام 1899 «وقد أكد في 1900. هي وماثيوز قررا أن هولست وجد صوته الحقيقي في وضع له من ويتمان،» الباليه «وفي ماريا» الصوفي عازف البوق '(1904)، الذي يدعو البوق التي يميز المريخ في 'الكواكب' من المتوقع لفترة وجيزة. في هذا العمل، هولست وظف أول تقنية من باى توناليتى - باستخدام مفتاحين في وقت واحد.